# Віїшоара (Муреш)
Віїшоара (рум. Viișoara) — село у повіті Муреш в Румунії. Адміністративний центр комуни Віїшоара.
Село розташоване на відстані 237 км на північний захід від Бухареста, 27 км на південь від Тиргу-Муреша, 93 км на південний схід від Клуж-Напоки, 105 км на північний захід від Брашова.

## Населення
За даними перепису населення 2002 року у селі проживали 729 осіб.
Національний склад населення села:
| Національність | Кількість осіб | Відсоток |
| -------------- | -------------- | -------- |
| румуни         | 498            | 68,3%    |
| цигани         | 191            | 26,2%    |
| угорці         | 32             | 4,4%     |
| німці          | 8              | 1,1%     |

Рідною мовою назвали:
| Мова      | Кількість осіб | Відсоток |
| --------- | -------------- | -------- |
| румунська | 583            | 80,0%    |
| циганська | 114            | 15,6%    |
| угорська  | 24             | 3,3%     |
| німецька  | 8              | 1,1%     |